# Sultan al-Motasim
Sultan al-Motasim ibn Zain al-Abidin fou un príncep muzaffàrida, fill de Zayn al-Abidin Ali i de una princesa jalayírida (filla o germana d'Uways I).
El 1393 Tamerlà va perdona la vida a Zayn al-Abidin perquè era cec i se'l va emportar a Transoxiana junt amb el seu germà Sultan Shibli, també cec. Sultan al-Motasim era jove i va viure refugiat a Síria fins a la mort de Tamerlà el febrer del 1405. Alguna vegada va planejar tornar als antics dominis muzaffàrides però sense èxit. Quan la mort de Tamerlà es va saber a la primavera del 1405, va anar a l'Iraq Arabí i d'allí a l'Azerbaijan (1406) on fou ben acollit per Kara Yusuf dels kara koyunlu que acabava de conquerir Tabriz. Va estar un temps allí (1407-1408), però després de la batalla de Sardrud, Kara Yusuf el va enviar cap a Hamadan i Luristan; el cap turcman Bistam Jagir, amb el que va fer amistad, així com el cadi d'Esfahan Ahmed Syedi (Saydi), li van aconsellar dirigir-se a Esfahan, a l'Iraq Ajamita.
Quan Motasim va arribar a Esfahan a la primavera del 1409, en aquesta ciutat hi havia com a governador el jove Umar Xaikh ibn Pir Muhammad, ajudat per l'amir Said Barles i l'amir Halbanxah; el pare de Umar Xaih, Pir Muhammad, havia estat assassinat i el poder havia passat al seu germà Iskandar, però no dominava ni Esfahan ni Yadz on romanien els partidaris del príncep difunt; al presentar-se Motasim, amb el seus seguidors i les forces de Bistam Jagir que li donava suport, el jove governador i els seus generals es van retirar en direcció a Yadz. Motasim va entrar a Esfahan on va obtenir molt de suport en general. Iskandar, que ara tenia el poder a Fars, assabentat per l'amir Fazel del que passava a Esfahan, i veient que Motasim guanyava suports també a Fars, es va dirigir contra Motasim, i els dos exèrcits es van enfrontar a Ateixgah.
Tot i el suport del que gaudia, les tropes de Motasim van fugir sense lluitar; els generals que li van restar lleials van ser fets presoners; quan Motasim intentava tornar a Esfahan, com que era un home gros i pesat, va caure del cavall i un soldat el va decapitar. Malik Fakhr al-Din Muzaffar, un altre príncep muzaffàrida, va morir igualment en el combat i amb això es van acabar les esperances muzaffàrides de retornar al poder. Bistam Jagir que li donava suport, es va poder retirar cap a Yadz i després cap a Sultaniya. El cadi Nizam al-Din Saydi va organitzar la resistència a Esfahan i va rebutjar la negociació i va mantenir Esfahan independent entre la primavera i la tardor.